# 松树镇 (瓦房店市)
松树镇，是中华人民共和国辽宁省大連市瓦房店市下辖的一个乡镇级行政单位。

## 行政区划
松树镇下辖以下地区：
向东社区、解放社区、工农社区、朝阳村、十字街村、宋屯村、东半拉山村、高屯村、连屯村、台子村、刘店村、沙屯村和松树村。